# Букварська сільська рада
| Букварська сільська рада — колишній орган місцевого самоврядування у Олександрівському районі Кіровоградської області з адміністративним центром у с. Букварка. Сільській раді були підпорядковані населені пункти: - с. Букварка - с. Роздолля - с. Тарасівка |

## Склад ради
Рада складалася з 14 депутатів та голови.

### Керівний склад ради
| ПІБ                         | Основні відомості                                                         | Дата обрання | Дата звільнення |
| --------------------------- | ------------------------------------------------------------------------- | ------------ | --------------- |
| Щорба Володимир Євгенійович | Сільський голова, 1966 року народження, освіта, член Партії регіонів      | 26.03.2006   | 31.10.2010      |
| Щорба Володимир Євгенович   | Сільський голова, 1966 року народження, освіта вища, член Партії регіонів | 31.10.2010   |                 |

Примітка: таблиця складена за даними джерела

## Населення
Згідно з переписом УРСР 1989 року чисельність наявного населення сільської ради становила 548 осіб, з яких 242 чоловіки та 306 жінок.
За переписом населення України 2001 року в сільській раді мешкало 456 осіб.

### Мова
Розподіл населення за рідною мовою за даними перепису 2001 року:
| Мова       | Відсоток |
| ---------- | -------- |
| українська | 97,59 %  |
| російська  | 1,97 %   |
| молдовська | 0,44 %   |